# Morte de Nahel Merzouk
A morte de Nahel Merzouk, um jovem francês de 17 anos de idade, de ascendência argelina e marroquina, deu-se em 27 de Junho de 2023 cerca das nove horas da manhã em Nanterre, quando após uma perseguição da viatura de alta cilindrada que conduzia a alta velocidade e sem documentos na faixa exclusiva para autocarros foi alvejado a curta distância por um policial após uma recusa de paragem.
A polícia alega legítima defesa. Um vídeo veiculado nas redes sociais mostra os polícias ao lado da viatura, uma Mercedes AMG amarela, conduzida por Merzouk: um deles disparou, em desequilíbrio, quando este arrancou abruptamente, sendo projetado contra um muro.
Na viatura seguiam também dois passageiros menores. O do banco de trás foi preso ao sair do automóvel e o outro fugiu. A morte do jovem ao volante de um carro desportivo de matrícula polaca traz para a ribalta o problema do tráfico de potentes carros estrangeiros, que oferecem impunidade aos seus condutores de um dia. Este veículo tinha sido alugado em Nanterre na véspera dos acontecimentos e emprestado a vários jovens do bairro antes de estar nas mãos de Nahel, indicou uma fonte policial

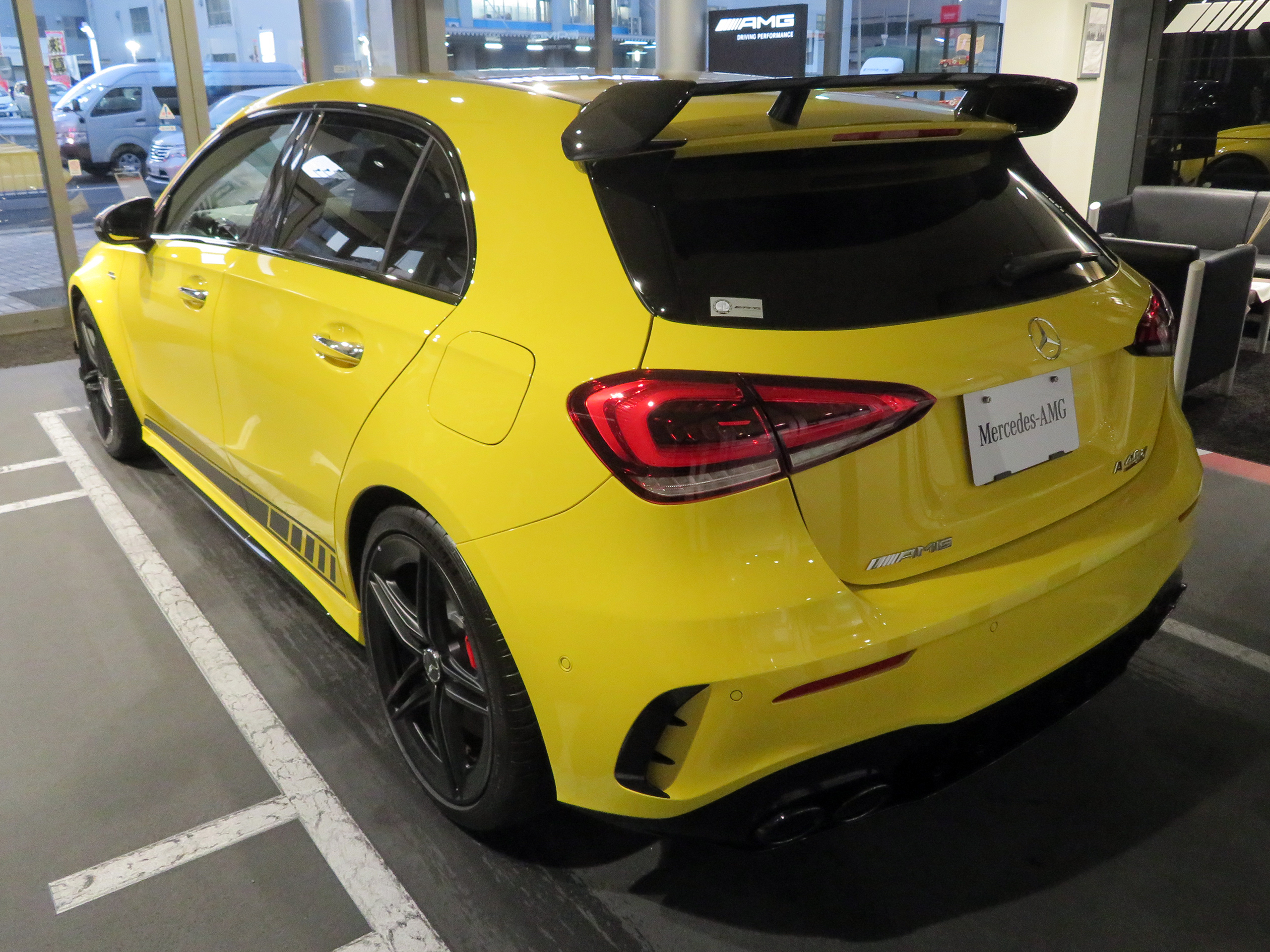
Um Mercedes-Benz Classe A amarelo (W177), semelhante ao dirigido por Merzouk.

O policial responsável pelo disparo fatal, foi indiciado por homicídio doloso e colocado em prisão preventiva em 29 de junho de 2023. A mãe de Merzouk acusa-o diretamente: "Ele viu uma cara árabe, um menino, e quis matá-lo".
O policial justificou o seu disparo "pelo desejo de impedir que o veículo voltasse a fugir, pelo comportamento perigoso do condutor na estrada, (…) o receio de ser atropelado ou de ser atingido pelo veículo". No entanto, o Ministério Público considerou que "não estavam reunidas as condições legais para a utilização da arma". 
Muitos distúrbios ocorrem em todo o país nos dias seguintes: protestos, saques e motins generalizados em que foram atacados símbolos do Estado, como câmaras municipais, escolas, bibliotecas e esquadras de polícia, bem como outros edifícios, tais como restaurantes e supermercados, e incendiados carros e caixotes do lixo. 

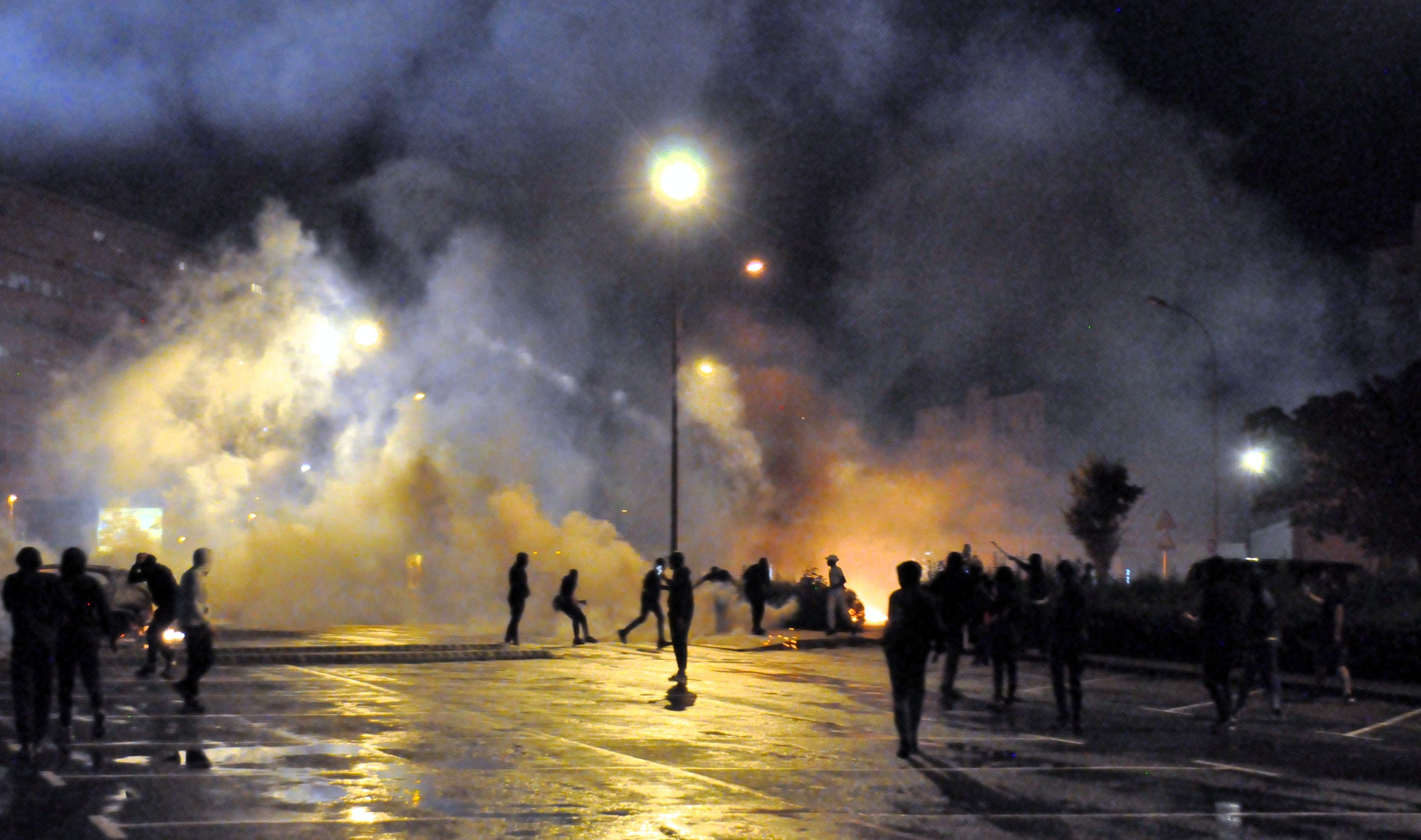
Violência urbana, aqui em Besançon, na sequência do assassinato de Nahel.

Os manifestantes escreveram frases como "Vamos fazer uma Shoah" nas paredes do Memorial des Martyrs de la Déportation et de la Résistance em Nanterre, um memorial do Holocausto.  Na noite de 2 de julho foi atacada a casa do prefeito de L'Haÿ-les-Roses, Vincent Jeanbrun. Depois de arrombarem o portão da propriedade com um carro incendiaram a casa, e a esposa de Jeanbrun e dois filhos foram alvejados com fogos de artifício enquanto fugiam. 

## Contexto
Em Outubro de 2016, por volta das 15h00, dois carros da polícia estavam colocados em observação num cruzamento em Viry-Châtillon, conhecido por inúmeros ataques. Cerca de vinte jovens, ao que tudo indica todos menores, atacaram os veículos com barras de ferro e pedras, e depois lançaram cocktails Molotov para os ocupantes no seu interior. Uma policial e um assistente de segurança ficaram gravemente queimados.
Na sequência do caso dos polícias queimados em Viry-Châtillon, a lei sobre a utilização de armas de fogo pelos polícias foi alterada em Fevereiro de 2017, autorizando-os a disparar contra um veículo "cujos ocupantes sejam susceptíveis, na sua fuga, de causar danos à sua vida ou integridade física ou à de outros", quando anteriormente tinham de estar em situação de legítima defesa para poderem utilizar as suas armas.

## A vítima

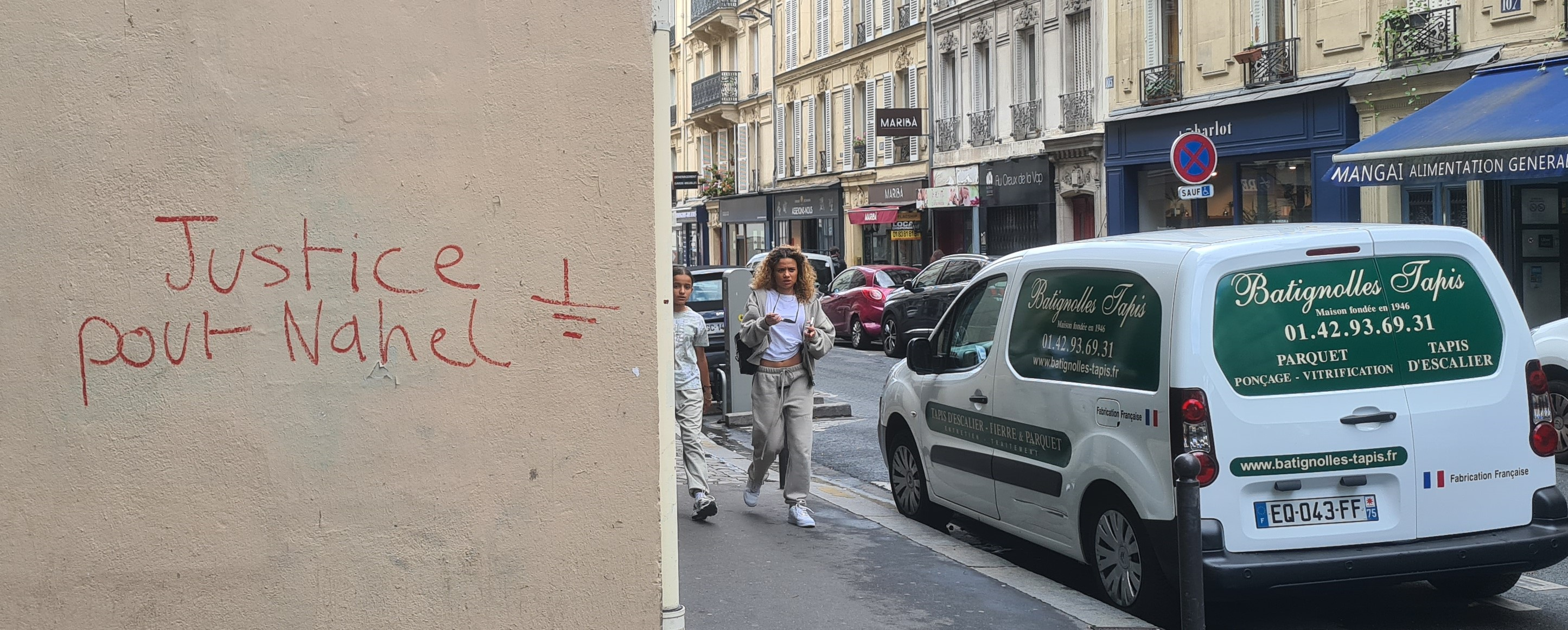
Grafite em Paris: Justiça para Nahel

Nahel Merzouk era um adolescente de 17 anos e vivia com sua mãe. Estava inscrito no Liceu Louis-Blériot em Suresnes, onde frequentou as aulas durante seis meses, tendo depois deixado de ir à escola. Merzouk trabalhava como entregador de pizas em Nanterre. Não conhecia o pai, que deixou a mãe antes do nascimento de Merzouk.  Era conhecido da polícia, nomeadamente por resistência a ordens, tendo sido acusado disso mesmo no fim de semana anterior aos acontecimentos finais  e cinco vezes desde 2021. O seu processo judicial incluía 15 incidentes registados, incluindo receptação, uso de chapas de matrícula falsas, a condução sem seguro, venda e consumo de drogas e resistência à prisão. 
Em 1 de julho de 2023, Merzouk foi sepultado no parque do cemitério de Mont-Valérien, na secção muçulmana de Nanterre.